# Хенри Ролинс
Хенри Лоренс Гарфилд (енгл. Henry Lawrence Garfield; Вашингтон, Округ Колумбија, 13. фебруар 1961), професионално познат по сценском имену Хенри Ролинс (енгл. Henry Rollins), амерички је филмски и ТВ глумац, панк рок музичар, продуцент и сценариста.
Познат је као вокал легендарног калифорнијског хардкор панк бенда Блек Флег између 1981. и 1986. Основао је и водио Ролинс Бенд између 1986. и 2003. и 2006. Водио је радио емисију Хенри Ролинс Шоу и ТВ је водитељ МТВ емисије 120 минута.
Године 1994. глумио је самоувереног полицајца у филму Потера са Чарлијем Шином, Ентонијем Кидисом и Флиом. Године 1995. глумио је у филму Џони Мнемоник - улога Паука, потом у филму Врелина, где је глумио најамника. Године 1996. играо је као чувар у филму Изгубљени аутопут. Године 2003. играо је улогу вође ТНТ-а у филму Лоши момци 2. Глумио је у ТВ серији Синови анархије. Током 2. сезоне и 13 епизода играо је улогу вође нацистичке банде. Био је и водитељ ријалити програма о преживљавању, играо је војника у пензији, у хорор филму Погрешно скретање 2: Крај пута. 